# Краснянська сільська рада (Тячівський район)
| Краснянська сільська рада — колишній орган місцевого самоврядування у Тячівському районі Закарпатської області з адміністративним центром у с. Красна. Сільській раді були підпорядковані населені пункти: - с. Красна |

## Склад ради
Рада складалася з 16 депутатів та голови.

## Керівний склад сільської ради
| ПІБ                      | Основні відомості                                                               | Дата обрання | Дата звільнення |
| ------------------------ | ------------------------------------------------------------------------------- | ------------ | --------------- |
| Лиспух Василь Михайлович | Сільський голова, 1949 року народження, освіта, безпартійний                    | 26.03.2006   | 31.10.2010      |
| Лиспух Василь Михайлович | Сільський голова, 1949 року народження, освіта середня спеціальна, безпартійний | 31.10.2010   |                 |

Примітка: таблиця складена за даними джерела